# راینهولد اوالد
راینهولد اوالد (به انگلیسی: Reinhold Ewald) فضانورد اهل کشور آلمان است که در ۱۸ دسامبر ۱۹۵۶ میلادی در مونشن‌گلادباخ زاده شد. وی در مأموریت سایوز تی‌ام-۲۵ ، سایوز تی‌ام-۲۴ حضور داشته است.